# Кодак, Анатолий Петрович
Анатолий Петрович Кодак (род. 6 декабря 1944 года) — бригадир строителей-отделочников строительного управления «Отделстрой» комбината «Мариупольстрой» Министерства строительства Украинской ССР, Донецкая область, Заслуженный машиностроитель Украины, полный кавалер ордена Трудовой Славы (30.12.1990).

## Биография
Родился 6 декабря 1944 года в городе Мариуполь Сталинской области Украинской ССР (ныне Донецкой Народной Республике) в семье рабочего.
Окончил 10 классов средней школы № 23 города Жданов (с 1989 года – Мариуполь) Донецкой области Украинской ССР (с 2022 года – Россия).
С 1961 года работал слесарем-сборщиком и котельщиком, а затем бригадиром комплексных бригад в цехе № 33 Ждановского завода тяжелого машиностроения (ЖЗТМ), ставшего в 1976 году Производственным объединением (ПО) «Ждановтяжмаш» Минтяжмаша СССР (с 1989 года – ПО «Азовмаш»).
Указами Президиума Верховного Совета СССР от 12 августа 1976 года и от 10 октября 1982 года награжден орденами Трудовой Славы 3-й и 2-й степеней.
Указом Президента СССР от 30 декабря 1990 года за заслуги в создании и проведении испытаний многоразовой ракетно-космической системы «Энергия - Буран» Кодак Анатолий Петрович награждён орденом Трудовой Славы 1-й степени. Стал полным кавалером Трудовой Славы.
Заслуженный машиностроитель Украины (1998).
Жил в Мариуполе (ныне город в Донецкой Народной Республике Россия).

## Награды и звания
Награждён орденами Трудовой Славы 1-й, 2-й, 3-й степеней:3 ст. 12.08.1976 № 274557
2 ст. 10.10.1982 № 25205
1 ст. 30.12.1990 № 852
- медалями